# Dwight Tiendalli
Dwight Tiendalli (Paramaribo, Surinam, 21 de octubre de 1985) es un exfutbolista neerlandés que jugaba de defensa.

## Selección nacional
Fue internacional con la selección de fútbol de los Países Bajos en dos ocasiones.

### Participaciones en Copas del Mundo
| Mundial                                | Sede         | Resultado        |
| -------------------------------------- | ------------ | ---------------- |
| Copa Mundial de Fútbol Juvenil de 2005 | Países Bajos | Cuartos de final |

## Clubes
| Club                         | País         | Año       |
| ---------------------------- | ------------ | --------- |
| F. C. Utrecht                | Países Bajos | 2005-2006 |
| Feyenoord                    | Países Bajos | 2006-2009 |
| Sparta Rotterdam (cedido)    | Países Bajos | 2008      |
| F. C. Twente                 | Países Bajos | 2009-2012 |
| Swansea City A. F. C.        | Gales        | 2012-2015 |
| Middlesbrough F. C. (cedido) | Inglaterra   | 2015      |
| Oxford United F. C.          | Inglaterra   | 2017-2018 |
| AFC Amsterdam                | Países Bajos | 2023-2024 |

## Palmarés

### Campeonatos nacionales
| Título                        | Club                  | País         | Año     |
| ----------------------------- | --------------------- | ------------ | ------- |
| Eredivisie                    | F. C. Twente          | Países Bajos | 2009-10 |
| Supercopa de los Países Bajos | F. C. Twente          | Países Bajos | 2010    |
| Supercopa de los Países Bajos | F. C. Twente          | Países Bajos | 2011    |
| Copa de la Liga de Inglaterra | Swansea City A. F. C. | Inglaterra   | 2012-13 |